# Santa Teresita (Buenos Aires)

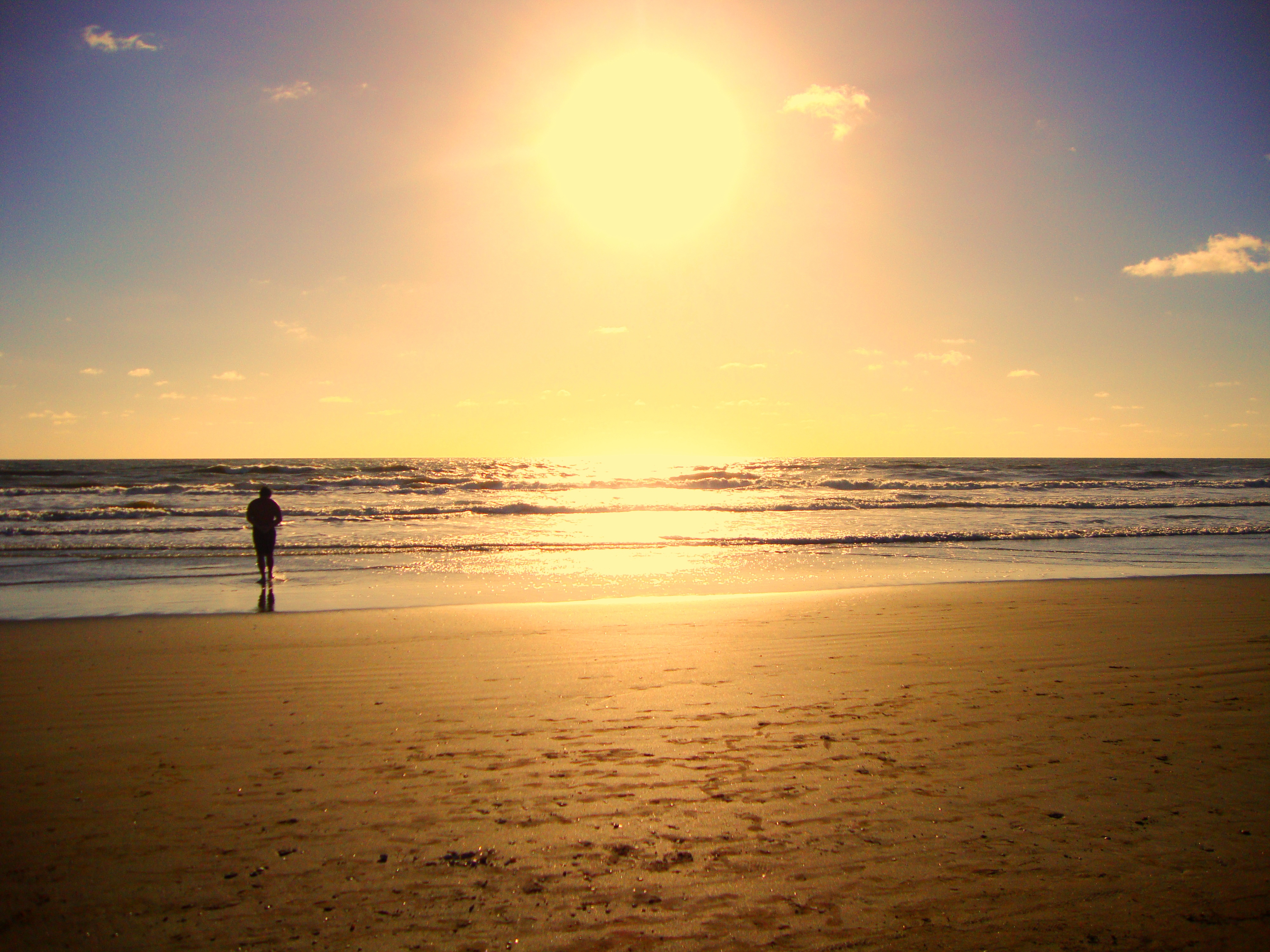
Amanecer en la playa.

Santa Teresita es una localidad turística de la Argentina, situada en el Partido de La Costa, en la Provincia de Buenos Aires. Se encuentra sobre la costa del Mar Argentino, dentro del océano Atlántico. Limita al norte con Costa Chica, al sur con Mar del Tuyú, al oeste con la Ruta Provincial 11, y al este con el mar.
Fue fundada el 3 de marzo de 1946 por el abogado y contador Lázaro Freidenberg. La ciudad se desarrolló como un destino de veraneo, destacándose por su clima templado oceánico y sus extensas playas.

Entre sus principales atractivos se encuentran la costanera, los espacios verdes, calles arboladas y su oferta gastronómica y comercial. Además, es posible disfrutar del mar, la arena, y practicar deportes como el críquet, el tenis, entre otros.

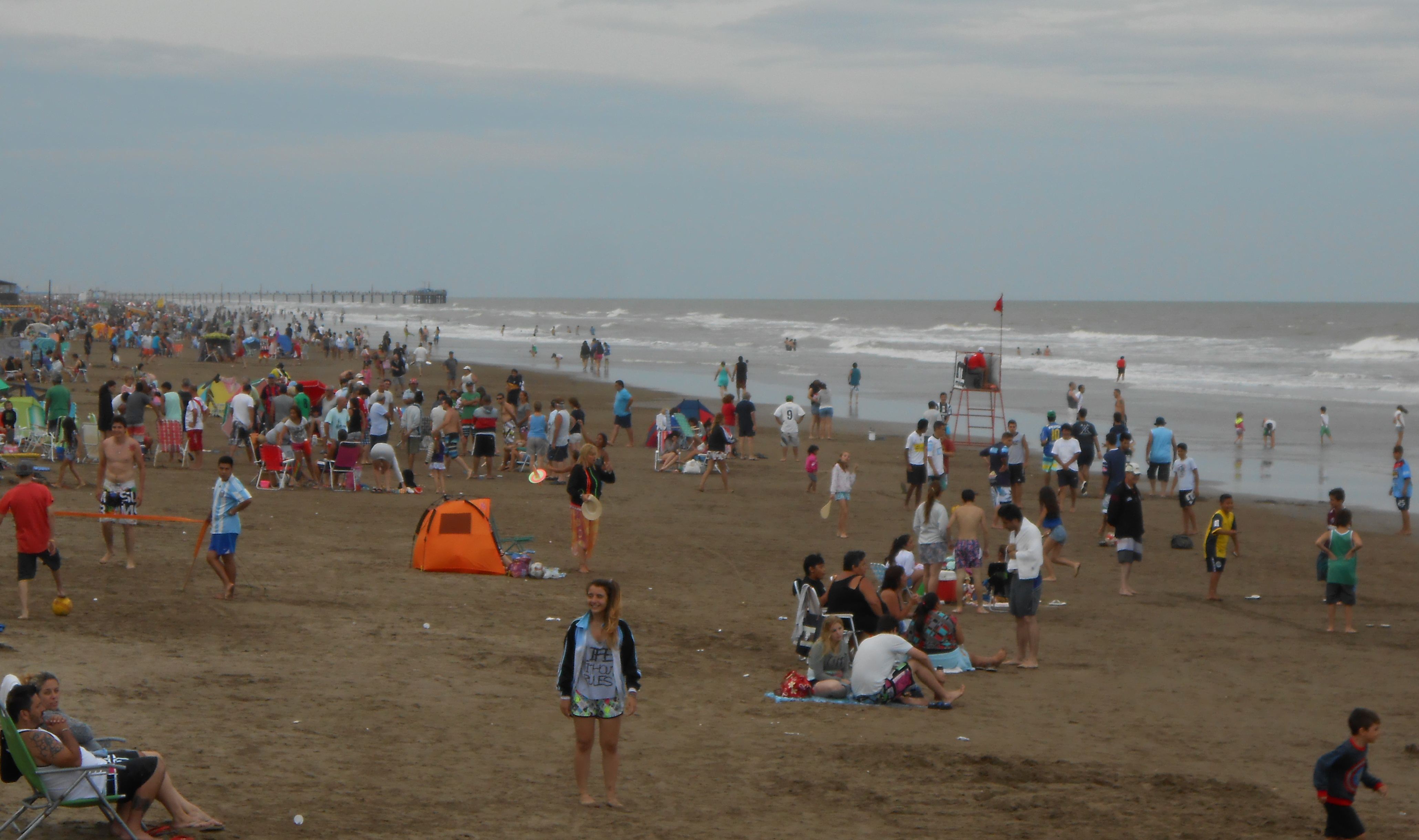
Las playas de Santa Teresita en un día normal en temporada alta.

## Población
Según los últimos censos realizados, la población de la ciudad era en el año 1967 de 547 habitantes, en 1999: 3340 habitantes, y en 1980, 6240 habitantes. Para 1991 la población llegaba a 9 063, y para 2001 a los 19 950, Lo que representa un incremento del 40.64%. La población estimada para 2010 ronda los 15 000 habitantes.

## Historia

### Toponimia
El dueño de una proveeduría que había estado ubicada entre los terrenos de las familias Leloir y Duhau (actuales Santa Teresita y Mar del Tuyú) era Nunez da Conceçao y había dado el nombre de Santa Teresa a su parador en honor a la esposa de Enrique Duhau, doña Teresa Lacroze.
Lázaro escucha la sugerencia de su socio Juan José Cacace, devoto cristiano, que le propuso el nombre de "Santa Teresita" (diminutivo de Santa Teresita del Niño Jesús); acepta dicha sugerencia y es aprobada por la Dirección pertinente, que estaba a cargo del historiador Dr. Ricardo Levene. Se le agregó entre paréntesis "Jagüel del medio", para la mejor orientación de la gente de la zona, pues ese nombre era familiar a los pobladores. Ocurre que en un año de gran sequía en los cañadones y jagüeles el único que mantenía el agua era el que estaba en medio de los campos San Bernardo y la estancia del Tuyú y que hoy se mantiene intacto en los terrenos del Golf.

### Fiesta inaugural
En febrero de 1946, cuando ya se habían iniciado algunos trabajos, Eliçabe, con sus peones, comenzó a amojonar. Pocos días después, el domingo 3 de marzo de 1946, celebraron una fiesta campestre con el fin de que toda la zona conociera lo que era y lo que sería Santa Teresita. Fueron especialmente invitadas las familias de Duhah y de Leloir, y asistieron, por la primera, don Luis Duhah y, por la segunda, don Federico Leloir.
El éxito fue rotundo. Se sirvió asado criollo, preparado por don Federico Wisky.
"Concluido el almuerzo, pasamos todos a la playa, donde había de realizarse una doma. Criollos bien plantados, con su guacha en mano, aguardaban el potro que les tocaría en suerte de una variada tropilla de moros, tordillos, bayos y alazanes que estaban a la vista."

### Fiesta Nacional Aniversario de Santa Teresita
La fiesta comenzó a celebrarse en 1986, cuando la Sociedad de Fomento de Santa Teresita impulsó la organización de las celebraciones por los primeros 40 años de la localidad.
Consta de 3 días con la participación de bandas locales, regionales y nacionales; desfile cívico institucional; feria gastronómica y artesanal; y finaliza con la coronación de las nuevas soberanas. Se lleva a cabo en la Plaza Santa Teresita del Niño Jesús, donde se construyó el escenario mayor, que lleva el nombre "Blanca Martinez de Chanaday", quien fue la primera profesora de folclore de la localidad.
La elección de las soberanas es uno de los eventos centrales de la Fiesta. Gran número de jóvenes de la localidad se postulan para ser Reina, Primera y Segunda Princesa, y Miss Simpatía; y de esta manera representar a la fiesta en cada lugar al que sean invitadas. Hoy en día la fiesta se encuentra a cargo de la Comisión de Festejos Santa Teresita.

## Primeras obras

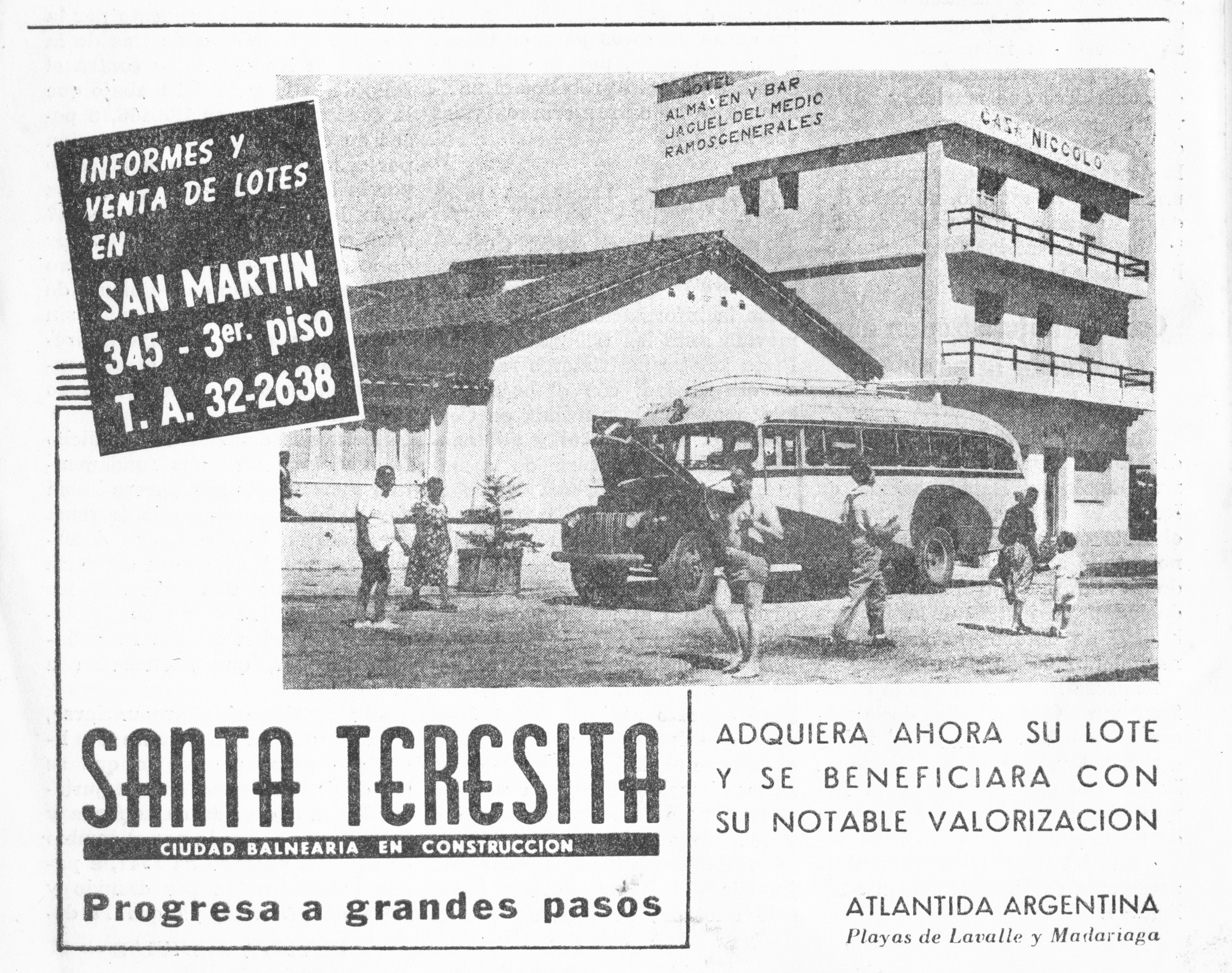
Publicidad de 1950 sobre loteo de tierras en la zona.

### Camino de acceso
La única manera de llegar a Santa Teresita en ese tiempo era por la playa desde San Clemente del Tuyú. El tramo existente era intransitable, como no fuera a caballo o jeep. Se tomó la decisión de realizar la obra con el propio equipo de la empresa y a su costo. Con la dirección del señor Elicabe se recubrió aquel tramo y se lo puso en condiciones. Sucesivamente se adquirieron cuatro tractores, excavadoras, zanjadoras, todo un taller mecánico, tanques de combustibles, etc. Bajar las dunas con topadoras, trasladar la arena, emplear los palones era tarea sumamente ardua. Emparejada una manzana, se procedía a fijarla echando paja de unquillos sobre la arena, unquillos que se cortaban en el fondo de la fracción, y se sembraba asfalfa y melinotus. Luego cuando llovía y crecía la plantación todo quedaba fijado. Así se empezó a cubrir con tierra arcillosa las primeras calles, de norte a sur, de la 32 y 2 hasta la 39 y desde la 2 hasta la 8 de este a oeste. Pero solía ocurrir que las calles compactadas volvieran a desaparecer bajo la arena de los médanos aún no fijados.

### Forestación
Se instaló un vivero en la calle 41 entre 3 y 4, y se inició la forestación de las manzanas y calles fijadas y en particular la de la avenida costanera.
El viverista era el español Esteban Navarrete Vilar.
La forestación era sumamente costosa por el tiempo que las plantas, sacadas del vivero, requerían para su adaptación al ser castigadas por la arena, hasta que lograban fijar los médanos.
Elicabe hizo un monte de álamos en la manzana de las calles 32-33 entre 8 y 9, al cual se lo conocía como el monte de Elicabe. Para contener los vientos del mar se plantaron tamariscos a lo largo de la avenida costanera en toda su extensión y se formó otro muro vegetal ante la playa para impedir el movimiento de los médanos y ofrecer a la vez sombra y reparo al turista, con lo cual se ganaron metros al mar.

### Primer conmutador telefónico
Cuando aumentó el número de pobladores, se adquirió un conmutador en 1948 para servir a 25 abonados, lo instalaron en el local de los señores Clementi, sito en calle 39 entre 2 y 3. Más adelante se sustituyó por un Ericsson de 120 líneas que se usó muy poco porque Teléfonos del Estado hizo construir una moderna central automática con telediscado. La empresa donó los lotes para el edificio.
Durante esos años también se había obtenido un equipo de radioconversación en la oficina de administración y se cedía gratuitamente a los turistas para comunicarse con sus familiares.

### Asociación de fomento
En 1949 se crea la Asociación de Fomento de Santa Teresita con el fin de prometer el mejoramiento del balneario, progreso edilicio, implantación de obras públicas e incremento turístico. A esta asociación de fomento se debió la construcción de la sala de primeros auxilios en terrenos donados por la empresa en la calle 39 y 4. Se contó con muebles y equipos donados por el Ministerio de Salud y subsidios los siguientes años.

### Primeros hoteles
Uno de los primeros hoteles construidos fue la «Hostería Santa Teresita», ubicada en la Av. Costanera entre las calles 34 y 35, siendo sus primeros propietarios los señores Horacio Fiocco y Ángel de Martino. Aún se encuentra en funcionamiento en esa misma ubicación. 
El «Hotel Mi Hogar», de Don Carlos Toifl se encontraba situado en calle 32 y 5.
Le siguen en el tiempo el «Petit Hotel» de la Calle 38 entre 2 y 3, del Sr. Juan Barberis, el «Hotel Playamar» y el «Hotel Niccolo» de Calle 2 esq. 32.
En el año 1959 se inaugura el «Hotel Bristol».
Una gran tradición es la Hostería Deltamar en la calle 29 entre 2 y 3

### Primera escuela
Se construyó en lotes donados por la empresa en la avenida 41, la escuela N.º 7. Su dirección fue ejercida durante muchos años por la señora María Concepción Calero de Elicabe.

### Primer cine
El primer cine estaba instalado en la calle 41 entre 5 y 6, se llamaba Cine Avenida. Cuando se agotaban las localidades era común ver llegar a espectadores con sus propias sillas e instalarse en los pasillos para ver la función.
Actualmente hay 3 salas de cinematográficas: Yanel 1, Yanel 2 y Atlántico.

### Primera comisaría
Una de las primeras obras fue destinada al Destacamento de Policía. El mismo funcionó por mucho tiempo en la calle 41 entre 6 y 7, con vivienda para su jefe y otras dependencias. El primer encargado fue el Cabo Vicente Contreras. Actualmente la Comisaría se ubicada en la Calle 41 esquina 3.

### Primer banco
El 11 de octubre de 1967 se inaugura el primer Banco con nombre de Banco Comercial de Dolores, que a partir de 1968 toma el nombre de Banco de Crédito Rural Argentino. se encontraba ubicado en la calle 3 entre 40 y 41. Actualmente el Banco Provincia de Buenos Aires se encuentra en calle 2 esquina 37 y el Banco de la Nación en calle 37 entre 3 y 4.

### Primeras confiterías
La primera confitería bailable funcionó en un local ubicado en la esquina de la Av. Costanera y calle 31, se llamaba El Dorado. Otra confitería fue la Almeja Viuda, que tenía sus instalaciones en la calle 38 entre Av. Costanera y Calle 2.
Dun Dee, ubicado en lo que fuera el local de la Administración de Empresa Balnearia también colaboró con el esparcimiento de los habitantes y turistas. Actualmente funcionan Boliches bailables como Sistema, pubs como Honorio y bowlings como Bambocha y Palo Uno, entre otros.

### Primer periódico
El primer periódico fue un mensuario "Santa Teresita", fundado en el año 1958, siendo su jefe y director H. Barbieri. El sistema de distribución era por subcriptores y los ejemplares llegaban por correo.

### Primer edificio de propiedad horizontal
En el año 1958 la empresa constructora Stefani Hnos. de la Capital Federal comienza la construcción del edificio que sería el más alto en ese entonces.

## Barrios

### Santa Teresita Residencial
Santa Teresita Residencial se encuentra entre calle 32 hasta Sobre el Monte y de la playa a Barrio Parque Golf. Como su nombre lo indica, es un barrio con casas bajas y cuenta con una frondosa arboleda.

### Santa Teresita Sobre el Monte
Santa Teresita sobre el Monte es una villa elegante y residencial con gran forestación que se halla entre la avenida 27, la calle 12, el mar y un límite difuso hacia el norte. Hay calles que siguen el relieve natural del terreno, dentro de este barrio se encuentra entre otras, la casa quinta del fundador, Lázaro, que osó nombrar "El Pueblito".

Las calles y avenidas principales de este barrio llevan el nombre de provincias argentinas y respetan el trazado propio del terreno, rompiendo el esquema tradicional de la ciudad (damero).
Al oeste en terrenos cedidos por la familia Leloir se construyó la cancha de Golf en un predio de 54 ha.
"Allá por el 1953, mientras cobraba impulso Sta. Teresita, el doctor Lázaro Freidenberg, fundador del balneario, planeó un nuevo sector hacia el norte, con ideas muy distintas de las que se aplicaban a los loteos comunes de la zona. La concepción y el diseño del nuevo centro de veraneo tendrían a preservar las particularidades naturales del terreno y procurar un paisaje singurlar en su trazado y apariencia. Líneas estéticas y armonía con la naturaleza circundante presidieron el proyecto y un plan regulador para ajustar su desarrollo fue la norma estatuida. El mencionado plan regulador presenta tres zonas: residencial, turística  y comercial. Está determinado que en la primera edificación -cuya altura máxima no supere los ocho metros- debe ser discontinua, o sea que no se admiten medianeras, con lo cual se obtienen espacios verdes alrededor de cada residencia. El lema de la zona es "vivir entre las flores propias y las del vecino."

### Barrio Parque Golf
El Barrio Parque Golf es un barrio residencial se encuentra al lado del campo del Club del Golf entre las avenidas 27 y 32, con la RP 11 como límite oeste y la calle 12 como límite este.

### Barrio Las Quintas
El Barrio Las Quintas se encuentra a partir de la calle 41 hasta la 50 que es el límite con Mar de Tuyú, y desde la calle 10 hasta la RP 11.
En dicho barrio se encuentra el polideportivo municipal que incluye pileta climatizada en calle 13 y 46, en dicha manzana funciona el jardín y la escuela del barrio, también tienen el club atlético barrio las quintas ubicado en calle 50 y 17.

### Barrio San Martín
Los límites del Barrio San Martín están marcados por la diagonal 20 desde la Plaza del Tango hasta la Calle 32 y la RP 11. En dicho barrio se encuentra la Terminal de ómnibus en la Calle 16 e/ 34 y 35; el club C.A.D.U. Defensores Unidos y el estadio de Social Santa Teresita.

### Jagüel del Medio - Barrios de mar
Al norte a continuación de "Santa Teresita sobre el monte", aproximadamente a 1000 metros por la avenida 7 se encuentra el emprendimiento edilicio "Jagüel del Medio - Barrios de mar".

## El centro
Santa Teresita posee una zona comercial céntrica, tan importante que incluso turistas residentes de otras localidades vecinas concurren de noche a la misma. El área se extiende desde la intersección de la avenida 32 y la 2, por esta última (paralela al mar) hasta la 41, con algunos negocios también sobre la calle 3, sobre las transversales que unen 2 y 3, o sobre la avenida Costanera. Allí se concentran la mayoría de los negocios como tiendas de recuerdos, indumentaria, casas de videojuegos, bares y confiterías, heladerías, kioscos, fábricas de alfajores, casas de deportes y campamentos, etcétera. En esta zona, sobre la calle 37 está también una sucursal del Banco de la Provincia de Buenos Aires, otra del Correo Argentino, y otra del Banco Nación ya hacia la calle 3. En la calle 39 hay un banco privado.  
La 2, en temporada turística se convierte en peatonal a partir de las 20.00 hasta las 2:00. En épocas de carnaval los más niños suelen corretear por la peatonal jugando con espuma entre la 32 y 33.

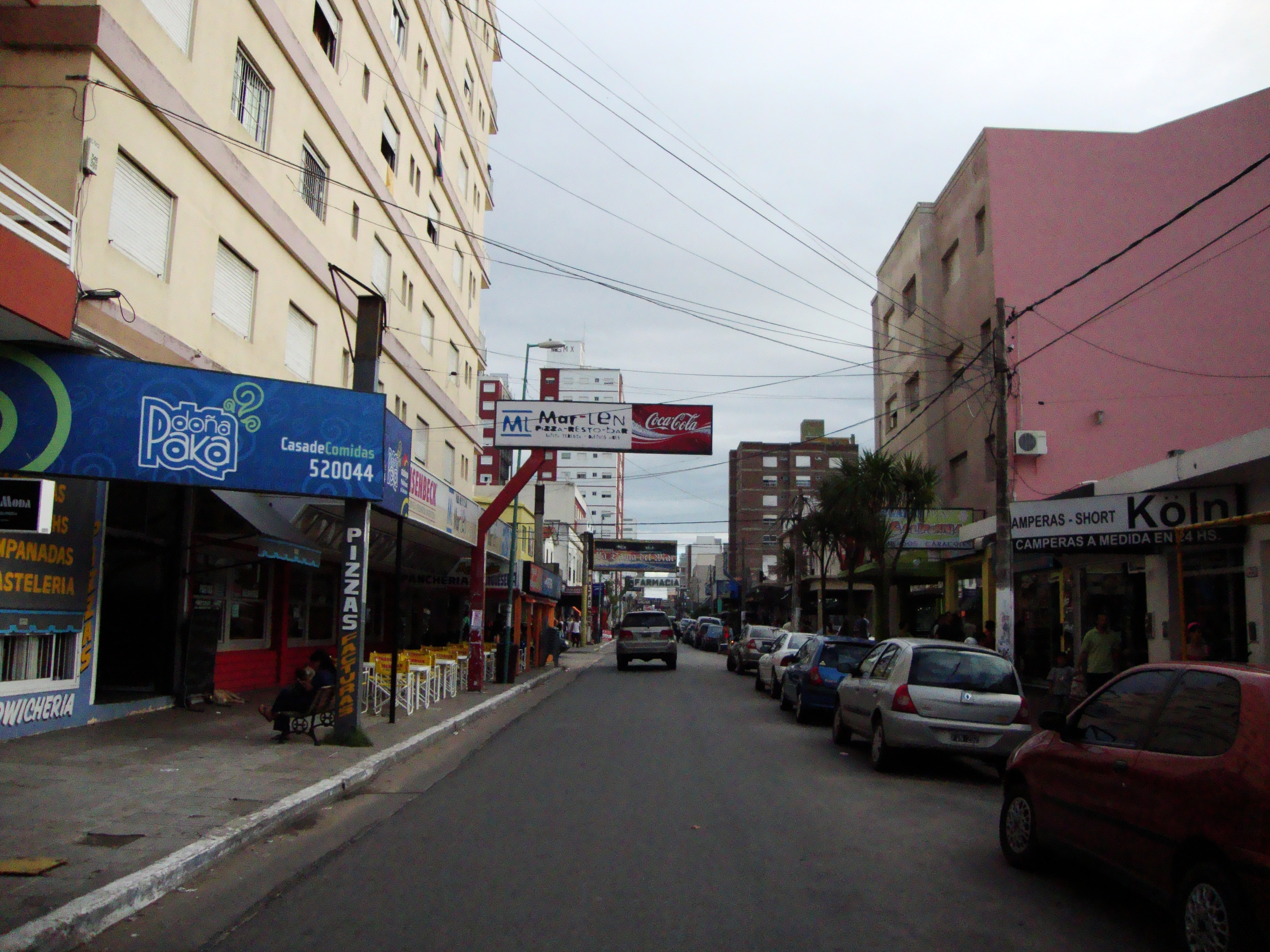
Calle 2 mirando al sur

## Carabela Santa María
En la avenida Costanera entre 39 y 40 se encuentra la Carabela Santa María, réplica en un 95 % de la que navegó Cristóbal Colón para llegar a América -es la segunda en exactitud del mundo, la primera está en Barcelona, España-.

Pino Di Lorenzo la construyó en 1979 y tuvo que ser reconstruida en dos oportunidades, en 1995 y 2007.

La nave tiene 23 m de largo y 8,5 m de ancho, con una altura aproximada de 7 m y está realizada totalmente en madera con estructura de quebracho y forrada lateralmente en tabla urunday.

## Circuitos turísticos

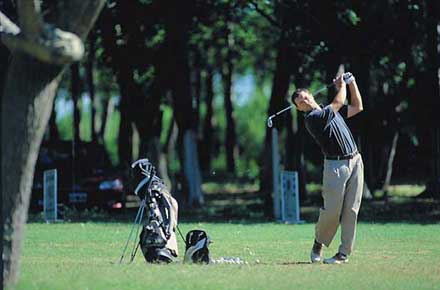
Santa Teresita Golf Club
Alejada del mar y los vientos y protegida por forestación, se encuentra la cancha proyectada por Luther Koontz en 1950; contaba con 18 hoyos, actualmente tiene 9 hoyos, el predio es de 54 ha. Es freeway, y está abierto todo el año. Hay torneos abiertos que se juegan los fines de semana. Se dictan clases. El club house cuenta con servicio de bar, comedor, y canchas de tenis. Fue declarado de interés Turístico Provincial en 1988.
Sección Hipismo, funciona todos los días, todo el año. Cuenta con un picadero circular de 30 m de diámetro, antepista, pista de 80 m de suelo arenoso con arcilla y cubierto de pasto, escuela de equitación y salto, cancha de polo y pato.
El Jagüel del Medio se encuentra entre el alambrado derecho y el frontón, es un pequeño monte muy bonito que puede observarse desde lejos, ya que la vertiente natural es actualmente una ciénaga.
Saliendo del golf en dirección a la playa se atraviesa el sector residencial de Santa Teresita sobre el Monte [+], ubicado entre las calles 23 y 27. En el trazado del parque se respetado las irregularidades del terreno y las casas hacen de este lugar un agradable paseo. Al llegar a la playa, se encuentra el casco de la estancia de verano de la familia Leloir, donde residió Luis F.Leloir, el Premio Nobel. Es un pequeño conjunto de casas de madera con galería perimetral, de excelentes proporciones y gran sencillez. Se dobla a la derecha por una avenida ubicada a 100 m de la playa y entre ambas, la reserva hotelera.
Transitando paralelamente al mar se llega a la Av.Costanera amplia y pavimentada con paseo por el borde.
Este sector tiene una franja de dos manzanas desde las playas hacia el interior, de gran densidad comercial.

## Medios de comunicación
La ciudad cuenta con varios medios de prensa. La más antigua es radio Frecuencia Arena (FM 98.3) ubicada en la calle 35 esquina 2 y fundada hace 36 años, hay varias emisoras más como FM de La Costa (101.1 MHz), Radio Nativa (93.5 MHz), Infinito 90.1 MHz y otras. El periódico se llama El Pionero, y existe una publicación en forma de revista que es Claroscuro. 
Desde 2012, funciona una estación de televisión digital ubicada en Paraje Pavón ya que está al oeste de la Ruta 11, que retransmite a la Televisión Pública, C5N, La Nación +, Encuentro y Crónica TV, entre otras señales.

## Pioneros

### Nicolás Rinaldi (SigloXX)
Llegado de una zona pobre de Italia con su mujer y algunos familiares, luego de haber vivido literalmente con ratas, trabajando duro logró fundar junto con asociados la constructora responsable de la creación de en su momento la mayor cadena de edificios del Partido de la Costa (Los edificios del Gran Mar I al Gran Mar XI, aún vigentes). Falleció en un accidente de tránsito en el que, de las 4 personas que viajaban, el único en perder la vida fue él. Viajaba como acompañante. Durante el plan de ajuste denominado Rodrigazo (1975) a causa de la fuerte devaluación, las cuotas se volvieron irrisorias y, poco a poco, cada departamento fue quedando en manos de los adquirentes con enormes pérdidas para la constructora. Los últimos edificios construidos fueron el Gran Mar X y el Gran Mar XI, ambos luego del fallecimientos de Rinaldi. Entre otras cosas, también contribuyó a la construcción de la Escuela de Educación Técnica N° 1 Raul Scalabrini Ortiz (Santa Teresita). Se puede encontrar aún hoy en día (2021) una placa en su honor en la entrada de dicha escuela. Sus restos descansan en General Lavalle.

## Distancias
Santa Teresita está ubicada a 326 km de Buenos Aires, limita al oeste con el Partido de General Lavalle, al este con el Mar Argentino, al norte con la localidad de Las Toninas y al sur con Mar del Tuyú.
Cuenta con el Aeródromo Jorge Newbery o Aeródromo de Santa Teresita, actualmente utilizado sólo como aeroclub.

## Rutas de acceso

#### Desde Buenos Aires
Por Autopista La Plata, Autovía Ruta Provincial 2 hasta Dolores, Ruta 63 hasta Esquina de Crotto, luego Ruta 11, e Interbalnearia, la duración estimada es de 3,5 h. desde que se concluyó la ruta a 4 manos entre Gral Conesa y Mar de Ajó. 
Alternativamente se puede tomar la ruta 36 en Berazategui y luego empalmar con la Ruta 11 pasando Pipinas, una ruta algo solitaria y más larga pero que representa una opción en épocas de alta afluencia de tránsito

#### Desde La Plata y alrededores
Ruta 13, Ruta 36 (pasar Verónica y Pipinas) y empalmar con Ruta 11. También se puede salir por ruta 13 y continuar por la Autovía Ruta Provincial 2, Ruta 63 hasta Esquina de Crotto, luego Ruta 11, e Interbalnearia.

#### Desde el sur (Mar del Plata, Pinamar)
Únicamente por la Ruta 11

## Prácticas y eventos deportivos
Además de las playas, el golf y el hipismo, aquí también se practica:

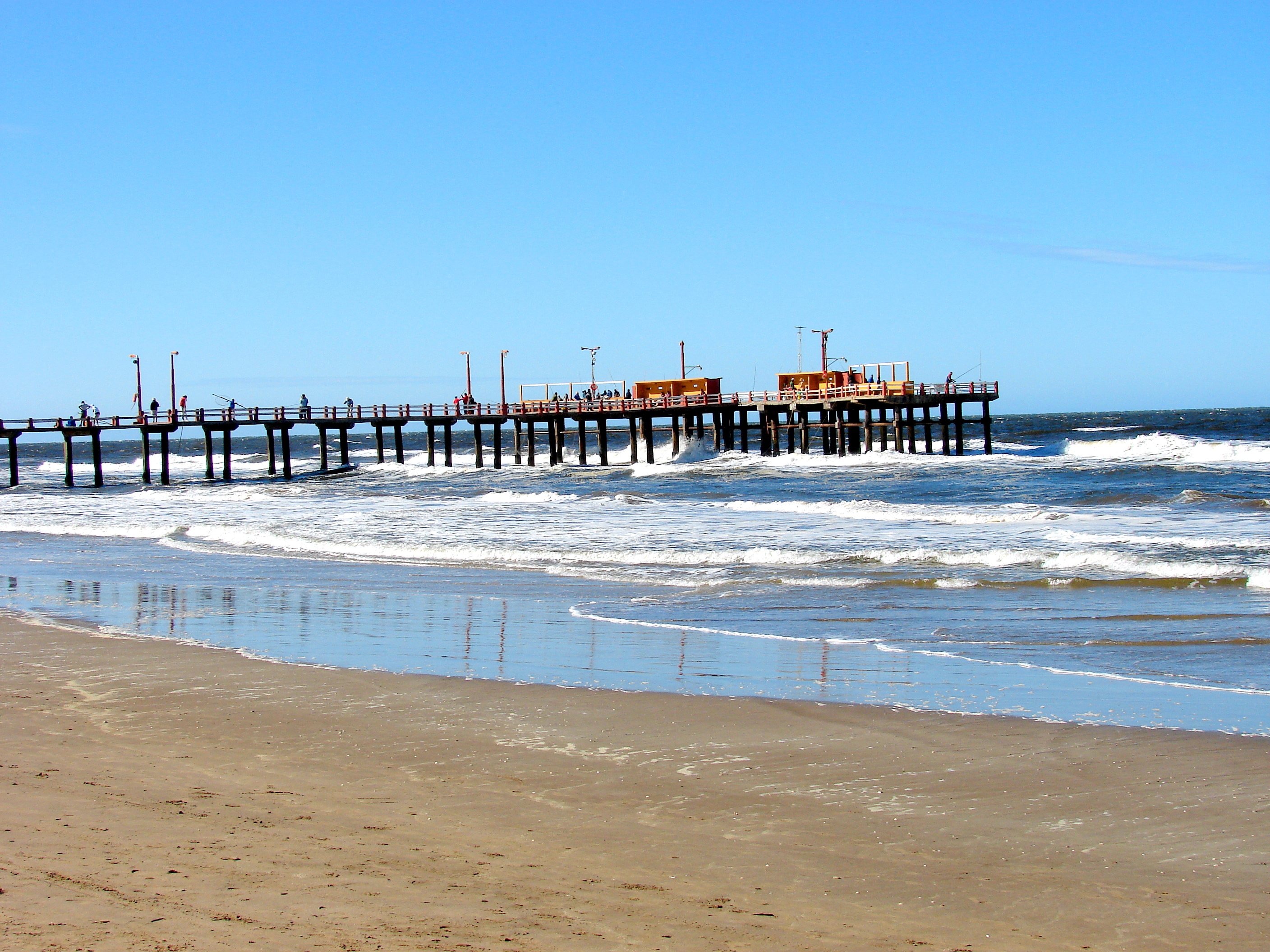
Muelle Santa Teresita

### Pesca en el Muelle
Construido en 1947 y remodelado en 1972, está hecho en parte en madera dura curupay, y el resto en hormigón armado. Su largo es de 200 m, pertenece a la Sociedad de Fomento de Santa Teresita; se accede con pago de entrada (menores de doce años gratis). Usado para pesca con caña y mediomundo, con alquiler de equipos
Se organizan torneos de pesca deportiva para aficionados y profesionales, cuenta con bufet.
Está ubicado en la calle 38 y costanera, es uno de los más extensos del Partido de La Costa, tiene 200 metros de largo y un ancho que varía entre 1,5 m y 3 m, con 3,5 m de altura con alumbrado público propio para uso nocturno. Cuenta con una terraza de estacionamiento para los pescadores construida de madera y hormigón armado.
El muelle fue construido con curupay paraguayo (las obras comenzaron a mediados de 1947), que se trasladaba desde Dolores hasta San Clemente y desde allí hasta Santa Teresita en camiones por la playa.
En el año 1993 el Muelle quedó deteriorado debido a una Sudestada que terminó cortando el espigón a la mitad.
La Asociación de Fomento reparó provisoriamente este inconveniente. El espigón reparado soportó otras sudestadas y dos temporadas más hasta que fue construido con sus nuevos pilotes y plataforma de hormigón.

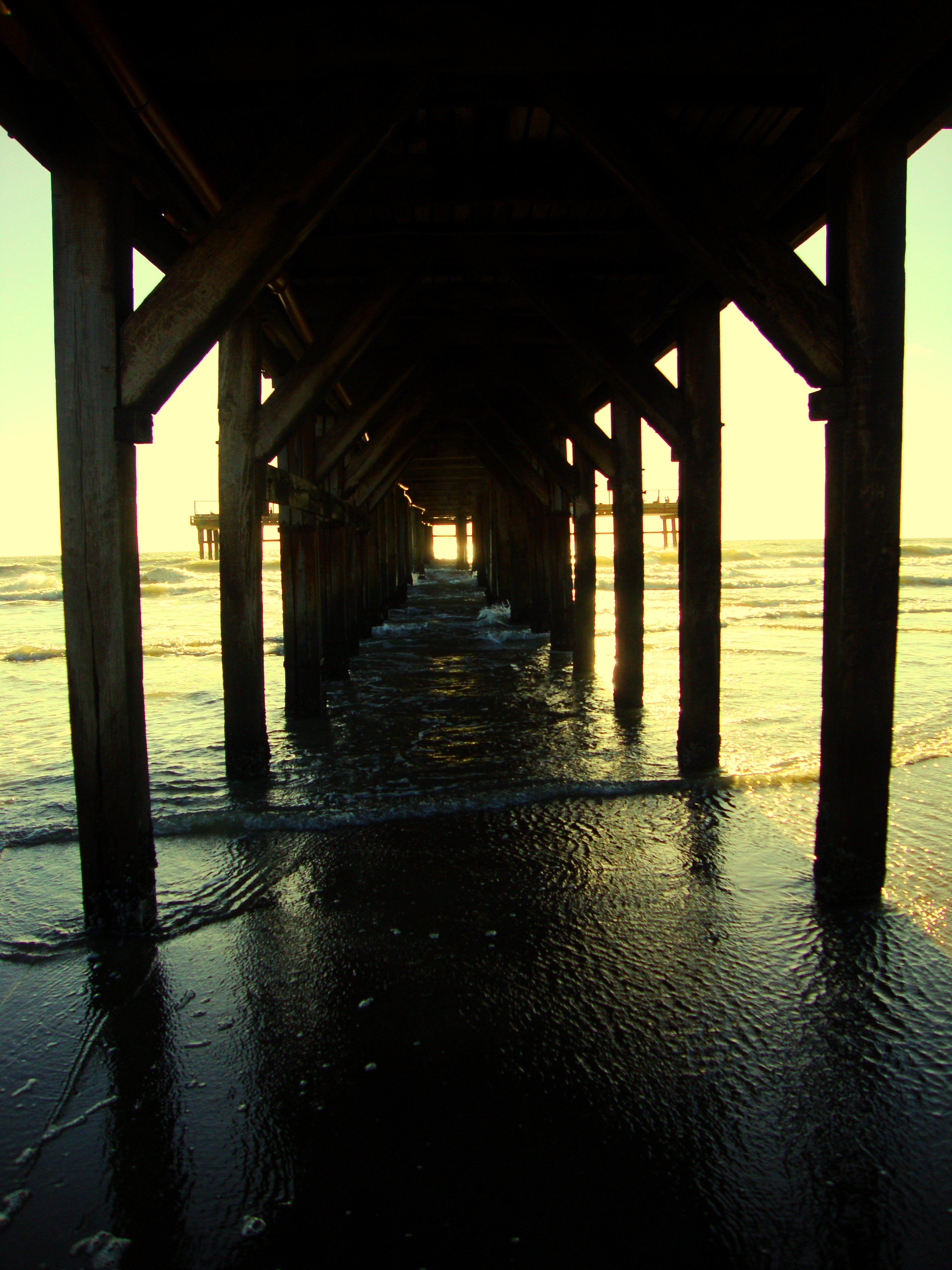
Muelle desde abajo

### Aeronavegación deportiva
El Aeródromo Jorge Newbery o Aeródromo Santa Teresita (códigos FAA: SST - IATA: SST - OACI: SAZL), fue inaugurado en 1965, está ubicado en un predio de 370 ha en Ruta Interbalnearia y Calle 37. Técnicamente no se encuentra dentro del Partido de La Costa sino que está emplazado en terrenos del partido de General Lavalle ya que está al oeste de la Ruta 11.[cita requerida]
El aeródromo tiene su actividad pico durante los meses de verano pero funciona todo el año. Antiguamente durante la temporada de verano realizaba vuelos comerciales desde y hacia el Aeroparque Jorge Newbery de la Ciudad de Buenos Aires pero actualmente están desactivados. En 2017 la empresa AVIAN anunció que estudia volver a operar en Santa Teresita y Villa Gesell Otra empresa que indicó que podría sumar sus vuelos a Santa Teresita es Alas del Sur, no obstante pasado el año 2021 no se conocieron noticias de concreción de ninguna operación, ni hubo trabajos de adecuación de las instalaciones del aeródromo.
En ese aeródromo funciona el Aeroclub Santa Teresita, que organiza eventos de bautismo y vuelos de recreo por la Ria de Ajó, las playas, y vuelos fotográficos, además de una escuela de pilotos. También la estación meteorológica, que empezó funcionando provisoriamente en 1985 y quedó oficialmente habilitada el 30 de abril de 1987. Diariamente se hacen observaciones para obtener los datos de las temperaturas máx. y min., humedad, presión, dirección e intensidad del viento, visibilidad y lluvia caída.
Dentro del Aeródromo también esta otra institución de servicios como el Radio Club de Santa Teresita LU 6 DS el cual dicta cursos de radio, con su repetidora de VHF para uso exclusivo de radioaficionados en 147.210 MHz

### Automovilismo
Próximo al aeródromo, el circuito semipermanente Triángulo del Tuyú, con un total de 9,2 km asfaltados; se inauguró en 1986. Aquí se largaba el Gran Premio Triángulo del Tuyú, del Partido de La Costa, organizado por el Automoto Club y era el apertura del campeonato Turismo Carretera. Hoy la mayoría de estas actividades se desarrollan en la cercana localidad de Mar de Ajó donde existe el Autódromo Luis Rubén Di Palma (técnicamente ubicado en Paraje Pavón). 

### Fútbol
La ciudad forma parte de la Liga de Fútbol del Partido de la Costa, siendo sus principales representantes el C.A.D.U. Defensores Unidos y el Club Social y Deportivo Santa Teresita. Asimismo diversas agrupaciones amateurs organizan partidos y torneos locales. 

### Otras actividades
Tanto el CADU como el Club Social y Deportivo Santa Teresita brindan la posibilidad de practicar básquet, kung-fu, gimnasia artística, y algunas otras actividades. Asimismo en el Centro Deportivo de Santa Teresita, de gestión municipal, se construye el Nuevo Natatorio Municipal y se pueden practicar algunas actividades deportivas como vóley, boxeo, etc.

## Hecho interesante
El 2 de julio de 2019 tuvo lugar la primera observación con cámara web del mundo del eclipse solar total por debajo del horizonte desde esta ciudad, que se encontraba en la extensión del eclipse solar total de 2019.

## Extensiones universitarias
Desde el mes de marzo de 2007, por convenio realizado con la Universidad Nacional de Mar del Plata, y la Municipalidad de La Costa, quedó inaugurada la «Extensión Áulica de Santa Teresita», que a través de la «Facultad de Ciencias de la Salud y Servicio Social» de dicha universidad se dicta la carrera de «Servicio Social» (Licenciatura de 5 años de duración).[cita requerida]
Asimismo la Universidad de Buenos Aires abrió en 2007 una sede del Ciclo Básico Común, situado en Calle 38 y 7 y que sirve para todo el partido de La Costa.

## Parroquias de la Iglesia católica en Santa Teresita
| Diócesis  | Chascomús                   |
| --------- | --------------------------- |
| Parroquia | Santa Teresa del Niño Jesús |